# Kasteelkwartier

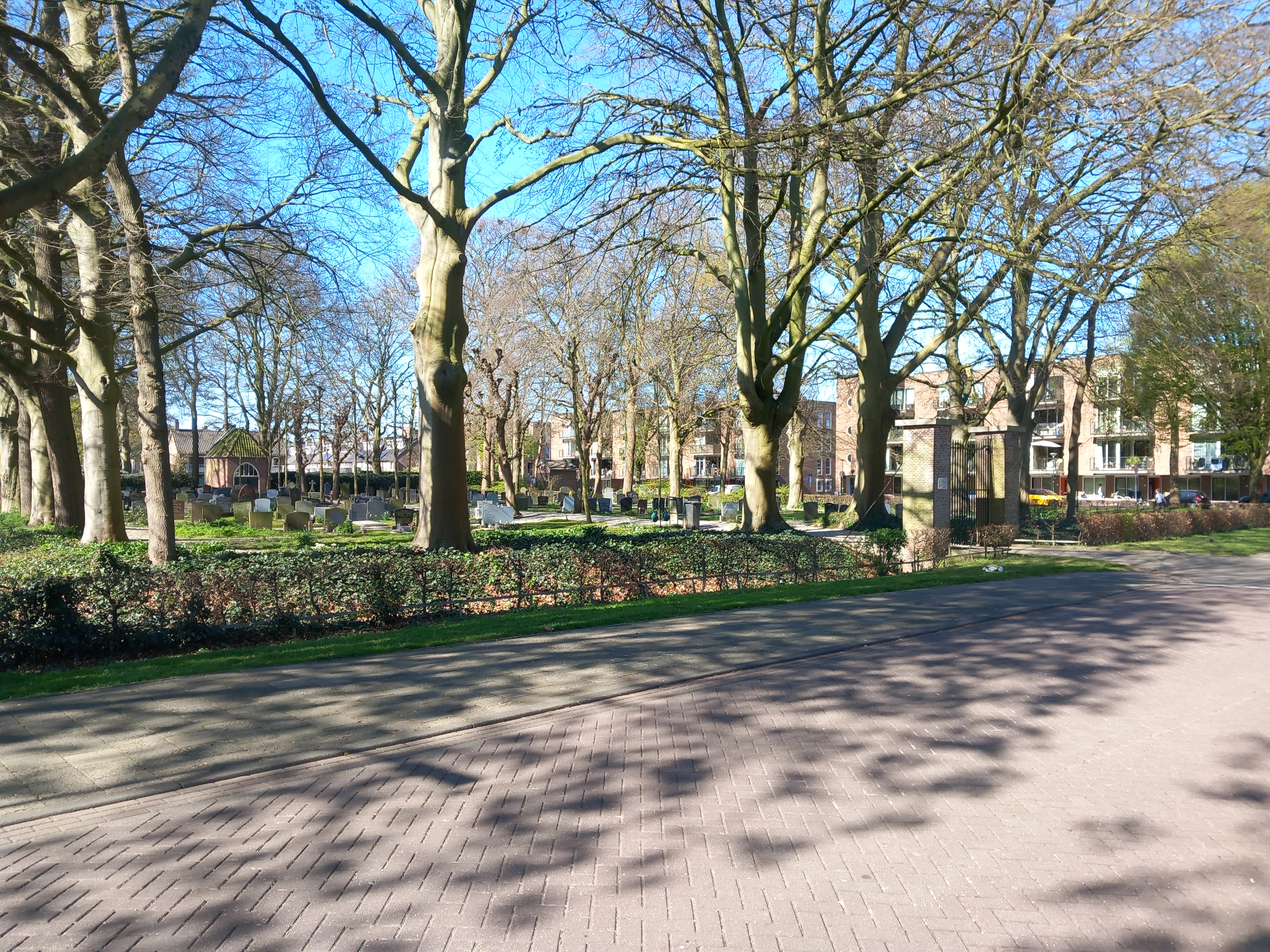
De begraafplaats aan het Eiteren

Kasteelkwartier is een buurt van IJsselstein, in de Nederlandse provincie Utrecht. De wijk heeft 1445 inwoners (2023).. 
De buurt grenst met de klok mee aan de buurten Achterveld-Oost, Eiterse Waard,  Binnenstad en Groenvliet. De buurt is vernoemd naar het Kasteel van IJsselstein dat in de buurt lag. Tegenwoordig resteert nog één toren. De straten in de buurt zijn vernoemd naar diverse historische personen. De Touwlaan herinnert nog aan de lijnbaan van de touwslagerij die zich op deze locatie bevond. 

## Geschiedenis
De buurt is in de tweede helft van de jaren 50 van de 20e eeuw gebouwd in de Neder Oudlandse Polder. Daarvoor bevond zich al de eerder genoemde touwslagerij in het gebied alsmede een begraafplaats aan het Eiteren.

## Voorzieningen
In de zuidoosthoek van de buurt bevinden zich diverse voorzieningen zoals een woonzorgcentrum,  kinderdagopvangcentra en een zalencentrum.
Stad: IJsselstein      Buurtschappen: Achtersloot · Klaphek · Knollemanshoek (deels)

Woonwijken: Centrum · Noord · West · Zuid

Woonbuurten: Binnenstad · Nieuwpoort · Groenvliet · Kasteelkwartier · Europakwartier · Oranjekwartier · IJsselveld-Oost · IJsselveld-West · IJsseloevers · Hazenveld en Overwaard · Panoven · De Hoven en De Boomgaard · De Tuinen · Het Hart · De Wereldsteden · De Rivieren · Het Staatse · Benschopperpoort en Het Podium · Achterveld-Zuid · Achterveld-West · Achterveld-Noord · Achterveld-Oost · Eiterse Waard · Landelijk gebied Noord · Landelijk gebied Zuid

Overige buurten: Rijpickerwaard · Paardenveld · Over Oudland · Industrieterrein Lage Dijk · Bedrijventerrein De Corridor
Utrecht · Plaatsen in de provincie      Nederland · Provincies · Gemeenten